# Белцата-де-Сус
Белцата-де-Сус (рум. Bălțata de Sus) — село у Кріуленському районі Молдови. Входить до складу комуни, адміністративним центром якої є село Белцата.

## Населення
За даними перепису населення 2004 року у селі проживали 68 осіб.
Національний склад населення села:
| Національність | Кількість осіб | Відсоток |
| -------------- | -------------- | -------- |
| українці       | 43             | 63,2%    |
| молдавани      | 23             | 33,8%    |
| росіяни        | 1              | 1,5%     |
| поляки         | 1              | 1,5%     |
| Всього         | 68             | 100%     |